# Низамов, Шамси
Шамси́ Низа́мов (тадж. Шамсӣ Низомов) — советский и таджикский театральный и оперный режиссёр и театральный деятель, педагог. Народный артист Республики Таджикистан (2007), отличник культуры Республики Таджикистан (2010), заслуженный деятель искусства Таджикской ССР (1977). 
Шамси Низамов родился 10 мая 1937 года в Самарканде, в махалле Багимайдан. В 1963 году окончил обучение в студии вокала Таджикского государственного академического театра оперы и балета имени Садриддина Айни в Душанбе, а в 1968 году окончил факультет режиссуры Ленинградской государственной консерватории имени Николая Андреевича Римского-Корсакова.
С 1977 года преподавал в Душанбинском государственном институте культуры и искусства имени Мирзо Турсунзады, также преподавал в Национальной консерватории Таджикистана.
Посещал с гастролями ряд театров в городах бывшего СССР, таких как Москва, Ленинград, Киев, Ташкент, Самарканд, Ашхабад, Баку. Скончался 22 января 2015 года в Душанбе, в возрасте 77 лет.